# Lessertia microcarpa
Lessertia microcarpa är en ärtväxtart som beskrevs av Ernst Meyer. Lessertia microcarpa ingår i släktet Lessertia och familjen ärtväxter. Inga underarter finns listade i Catalogue of Life.